# Seltso
Seltso (en russe : Сельцо, littéralement « Petit village ») est une ville de l'oblast de Briansk, en Russie. Sa population s'élevait à 16 368 habitants en 2020.

## Géographie
Seltso est arrosée par la rivière Desna, un affluent du Dniepr. Elle se trouve à 21 km au nord-ouest de Briansk et à 350 km au sud-ouest de Moscou.

## Histoire
Seltso reçoit le statut de commune urbaine en 1938 et le statut de ville en 1990.

## Population
Recensements ou estimations de la population :
| 1926* | 1939* | 1950  | 1959*  | 1970*  | 1979*  | 1989*  |
| ----- | ----- | ----- | ------ | ------ | ------ | ------ |
| 600   | 8 500 | 6 200 | 12 086 | 17 582 | 20 236 | 20 762 |

| 2002*  | 2008   | 2010*  | 2012   | 2013   | 2014   | 2015   |
| ------ | ------ | ------ | ------ | ------ | ------ | ------ |
| 19 140 | 18 167 | 17 933 | 17 718 | 17 416 | 17 140 | 16 957 |

| 2016   | 2017   | 2018   | 2019   | 2020   | - | - |
| ------ | ------ | ------ | ------ | ------ | - | - |
| 16 759 | 16 664 | 16 554 | 16 532 | 16 368 | - | - |

## Transports
Seltso possède une gare ferroviaire sur la ligne Smolensk – Briansk.